# GIRLS STYLE
「GIRLS STYLE」（ガールズ・スタイル）は、稲森寿世のデビューシングル。2008年5月7日発売。

## 概説
ファッションモデルとして活動する稲森寿世のデビューシングル。サウンドプロデュースは冨田恵一、ビジュアルプロデュースは平野文子が担当。

## CD・DVD収録曲
1. GIRLS STYLE - (5：07)
作詞：苺/hisayo./作曲：HIROSHI KIM /編曲：冨田恵一
この曲は稲森曰く「自己紹介ソング」[1]。
2. ジェニーはご機嫌ななめ   - (3：57)
作詞：沖山優司/作曲：近田春夫/編曲：野崎良太
ジューシィ・フルーツのカバー。
3. GIRLS STYLE（instrumental）

### DVD
1. GIRLS STYLE (MUSIC VIDEO)
2. GIRLS STYLE (メイキング映像)

## タイアップ
- GIRLS STYLE
  - フジテレビ『孝太郎が行く2』2008年5月度エンディングテーマ
  - フジテレビ『志村屋です。』2008年5月度エンディングテーマ